# Psych 2: Lassie Come Home
Psych 2: Lassie Come Home è una commedia americana del 2020. Il film è un sequel del primo film del 2017 e il secondo capitolo della serie di film basati sulla serie tv Psych di USA Network. Il film è uscito il 15 luglio 2020 su Peacock. James Roday, Dulé Hill, Timothy Omundson, Maggie Lawson, Kirsten Nelson e Corbin Bernsen hanno ripreso tutti i loro ruoli dalla serie e dal primo film, con la comparsa anche degli attori ricorrenti Kurt Fuller e Jimmi Simpson. Il film è stato diretto dal creatore della serie Steve Franks, che ha co-scritto la sceneggiatura insieme a Roday e Berman.

## Produzione
A seguito dell'uscita di Psych: The Movie, Franks ha indicato di voler realizzare altri cinque film di Psych. Il 14 febbraio 2019, è stato annunciato che Psych: The Movie 2 aveva avuto il via libera e tutto il cast principale sarebbe tornato per il film TV, che sarebbe stato presentato in anteprima alla fine del 2019. Il 18 aprile 2019, è stato annunciato che Joel McHale si sarebbe unito al film, così come Jimmi Simpson, riprendendo il suo ruolo di Mary Lightly. Il 17 settembre 2019, è stato annunciato che il sequel era stato ribattezzato Psych 2: Lassie Come Home e sarebbe stato invece trasmesso sul nuovo servizio di streaming di NBC Universal, Peacock.

## Trama
Il capo del dipartimento di polizia di Santa Barbara, Carlton Lassiter, cade in un'imboscata sul lavoro e viene dato per morto. Dopo aver avuto un ictus nella sala operatoria, Lassiter inizia a vedere eventi insoliti e forse soprannaturali nella sua clinica di recupero. Preoccupato che le sue condizioni lo rendano un testimone inaffidabile di ciò che ha visto, si rivolge a Shawn e Gus. La coppia si reca a Santa Barbara per assistere Lassiter nei suoi sforzi per trovare il suo assassino e spiegare cosa ha visto. Tuttavia, viene detto loro che le allucinazioni sono effetti collaterali del medicinale. Ciò di cui non si rendono conto è che anche Juliet O'Hara, ex compagna di Lassiter al dipartimento di polizia di Santa Barbara e moglie di Shawn, sta indagando. Il capo Vick sta tentando di diventare commissario ed è costretto a chiudere le indagini di Juliet.
In seguito Morrisey, il cane di Lassiter, ritorna da una passeggiata con una mano umana che Shawn e Gus inviano a Woody, il medico legale. 
Juliet scopre il proiettile mancante e lo manda ad analizzare contro gli ordini. Juliet e Shawn tentano di nascondere l'uno all'altro il proprio coinvolgimento. I risultati di Woody rivelano che la mano appartiene a un amministratore delegato che si è suicidato e Shawn e Gus tornano a Santa Barbara. Lassiter vede un uomo sanguinante cercare rifugio in un edificio di fronte al suo, ma è mescolato con altre allucinazioni che fanno sì che non tutti credano alle sue affermazioni. Shawn e Gus indagano, ma trovano solo forniture mediche e scaglie di ghiaccio prima di essere costretti ad andarsene dal dottor Emile Herschel. Selene, la ragazza di Gus, dice a Juliet che i due sono tornati segretamente a Santa Barbara.        I due iniziano insieme la propria indagine. Il capo Vick lo scopre, ma lo nasconde mentre si prepara per le interviste.
Shawn e Gus indagano al Viking's Bar e, dopo essere stati cacciati, si trovano in un nascondiglio dove si nasconde il presunto amministratore delegato morto. L'amministratore delegato viene colpito e ucciso e Buzz, ora un detective del dipartimento di polizia di Santa Barbara, indaga sul fatto. Juliet e Selene arrivano e Shawn, nel frattempo, trova un test di gravidanza positivo nella sua macchina. Tentando di dimostrare che il partner silenzioso dell'amministratore delegato, Wilkerson, che si trova all'ospedale di Lassiter, sta fingendo un coma, Gus e Shawn cercano di fargli il solletico ma fallisce e vengono cacciati. Woody finge per loro di essere un eccentrico dottore di nome Catalon. Durante il colloquio con il commissario, Vick ha un'illuminazione e se ne va. Woody, Shawn e Gus trovano vestiti insanguinati nascosti tra le forniture mediche e insieme al padre di Shawn, Henry, tentano di convincere Dolores - un'infermiera con una cotta per Gus - che Herschel è colpevole.
Dopo che Shawn e Gus hanno entrambi vivide allucinazioni, si rendono conto che i pezzetti di ghiaccio sono chiodati e incontrano un Wilkerson sveglio che dice loro di essere stato ricattato da un medico dopo che i pezzetti di ghiaccio gli hanno fatto dire loro tutto. I due tornano al bar con Woody dove trovano già Selene, Juliet e Vick. Scoprono che il figlio del proprietario ha ucciso suo padre e Selene rivela di essere incinta, propone a Gus e prende a pugni l'assassino. Nel frattempo, Dolores inietta i farmaci di Lassiter, ma dopo che lui ha sparato alla borsa lei cerca di iniettargli del veleno. Lassiter è incoraggiato dalle allucinazioni ad alzarsi dopo non essere stato in grado in precedenza e riesce a sottometterla.
Dopo che tutto è finito, Lassiter riesce a muovere i primi passi per rivedere la moglie e Woody è costretto a fuggire dall'ospedale dopo l'arrivo del vero Catalon.

## Cast
- James Roday: Shawn Spencer
- Dulé Hill: Burton "Gus" Guster
- Timothy Omundson: Carlton Lassiter
- Maggie Lawson: Juliet O'Hara
- Kirsten Nelson: Karen Vick
- Corbin Bernsen: Henry Spencer
- Joel McHale: Il padre di Lassiter
- Kurt Fuller: Woody Strode
- Jazmyn Simon:  Selene Gilmore
- Jimmi Simpson: Mary Lightly
- Sarah Chalke: Infermiera Dolores
- Allison Miller: Maisie
- Kadeem Hardison: Wilkerson
- Christopher Heyerdahl: Ova
- Richard Schiff: Dr. Emile Herschel
- Sage Brocklebank: Buzz McNab
- Kristy Swanson: Marlowe Lassiter

## Sequel
Il 13 maggio 2021, Peacock ha annunciato un terzo film, Psych 3: This Is Gus, presentato in anteprima il 18 novembre 2021 sul servizio di streaming Peacock.